# Josef Tuček
Josef Zeno Maria Tuček (20. září 1845 Brodek na Moravě – 24. července 1900 Brno) byl český advokát a politik, poslanec Moravského zemského sněmu a Říšské rady, český menšinový aktivista v Brně.

## Biografie

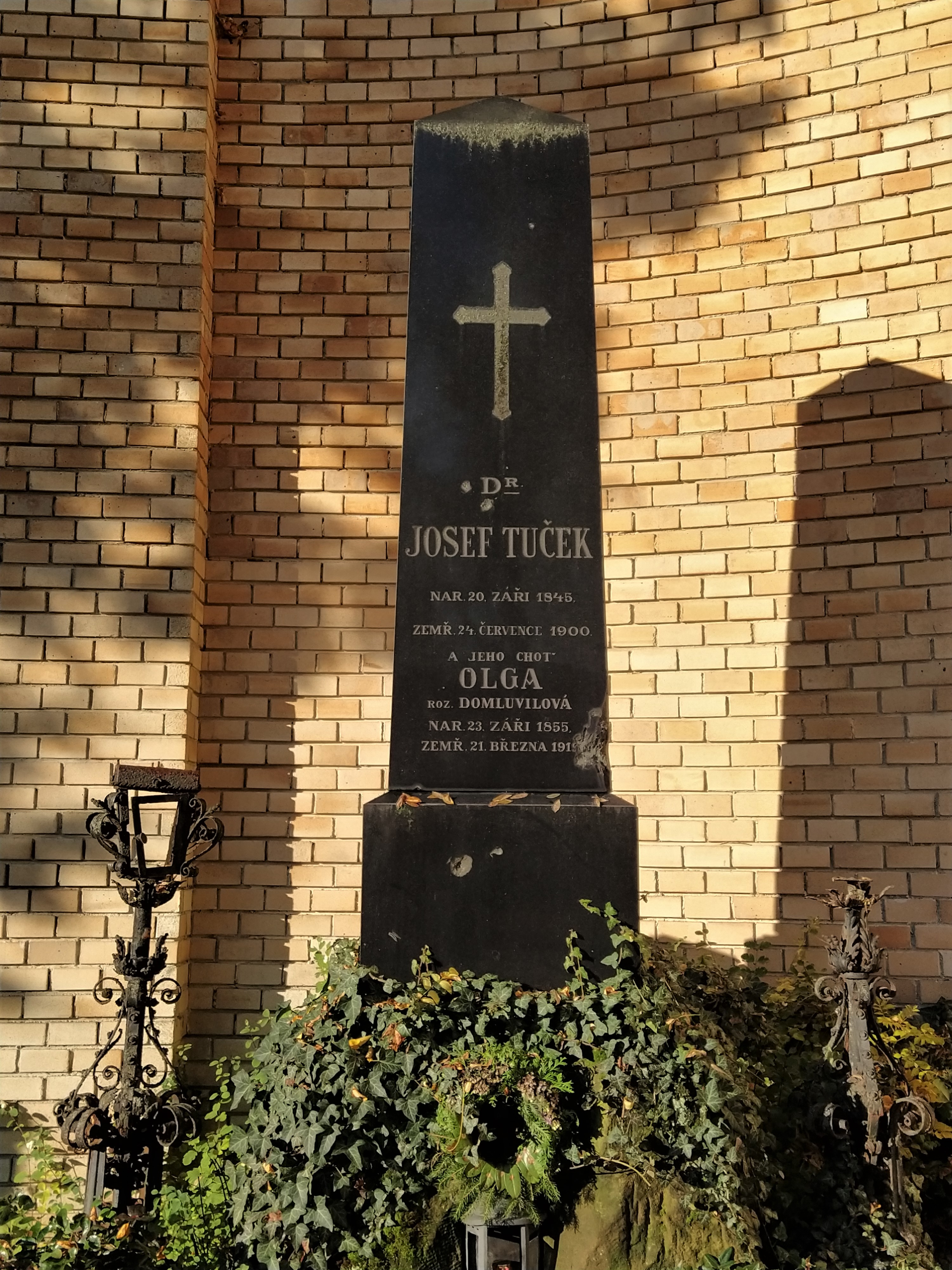
Hrobka Josefa Tučka na Ústředním hřbitově v Brně

Pocházel z rodiny úředníka na panství hraběte Kálnokyho v Brodku. Josef Tuček chodil na gymnázium v Olomouci a Těšíně a pak vystudoval práva na Vídeňské univerzitě. Po studiích se přestěhoval do Brna, kde od prosince 1870 působil v advokátní praxi u JUDr. Heschla coby koncipient a od srpna 1876 ve vlastní advokátní kanceláři. Angažoval se v stavovských spolcích. Zasedal ve a disciplinární radě moravské advokátní komory a byl zkušebním komisařem. V roce 1892 se stal jako první etnický Čech na Moravě i místopředsedou brněnské advokátní komory. Zastával také funkci správního rady Hypoteční banky Markrabství moravského a člena představenstva brněnské pobočky Živnostenské banky. Od roku 1897 zasedal i v zemské školní radě (již od roku 1896 zde působil coby přísedící). Podporoval české spolky v Brně. Angažoval se v brněnském Českém čtenářském spolku, Matici besedního domu a v období let 1886–1898 předsedal místní pobočce Matice školské. Byl aktivní i v Národní jednotě pro jihozápadní Moravu, mezi jejíž zakládající členy náležel a v které působil po jejím přestěhování do Brna od roku 1888 coby místopředseda, od roku 1890 do roku 1893 jako předseda.
Politicky byl orientován jako mladočech, respektive člen Lidové strany na Moravě, která byla moravským křídlem mladočeského hnutí, mezi jehož zakladatele patřil. Lidová strana na Moravě vznikla oficiálně roku 1894 a Tuček byl jedním ze dvou jejích místopředsedů, zatímco předsedou se stal Adolf Stránský. Zároveň bylo toto nejužší vedení kooptováno do celočeského vedení mladočeské strany.
V roce 1881 získal mandát poslance Moravského zemského sněmu za kurii venkovských obcí v okrsku Jihlava, Telč. Setrval zde až do své smrti roku 1900. Pak ho na poslaneckém křesle nahradil Antonín Cyril Stojan. V roce 1892 se stal i poslancem Říšské rady (celostátní zákonodárný sbor), kde zastupoval kurii venkovských obcí, obvod Boskovice, Tišnov atd. Nastoupil 5. listopadu 1892 místo Aloise Pražáka. Ve vídeňském parlamentu setrval do konce funkčního období sněmovny, tedy do roku 1897. Ve volbách do Říšské rady roku 1897 nekandidoval, s ohledem na svou funkci přísedícího Moravského zemského výboru.
V roce 1898 mu byl udělen Řád železné koruny. Zemřel roku 1900, přičemž již od roku 1899 trpěl vážnou nemocí. Kvůli chorobě se vzdal funkce předsedy poslaneckého klubu českých poslanců na zemském sněmu i postu v předsednictvu Lidové strany na Moravě. V posledních měsících již byl trvale upoután na lůžko. Je pohřben na Ústředním hřbitově v Brně. 
V brněnské čtvrti Veveří je po něm pojmenována Tučkova ulice.